# Дома 78 км
Дома 78 км — населенный пункт в Воткинском районе Удмуртской Республики России.

## География
Населенный пункт находится в восточной части республики, в подзоне южной тайги, к северу от реки Малая Вотка, на расстоянии примерно 18 километров (по прямой) к юго-западу от города Воткинска, административного центра района. 

### Климат
Климат характеризуется как умеренно континентальный, с продолжительной холодной многоснежной зимой и коротким относительно жарким летом. Среднегодовая температура воздуха — 1,4 °С. Средняя температура воздуха самого тёплого месяца (июля) — 17,5 °C (абсолютный максимум — 34,3 °C); самого холодного (января) — −15 °C (абсолютный минимум — −43 °C). Вегетационный период длится 160 дней. Среднегодовое количество атмосферных осадков составляет 527 мм, из которых 376 мм выпадает в период с апреля по октябрь. Снежный покров держится в течение 172 дней.

### Часовой пояс
Населенный пункт дома 78 км, как и вся Удмуртская Республика, находится в часовой зоне МСК+1. Смещение применяемого времени относительно UTC составляет +4:00.

## Население
| 2010 | 2012 |
| ---- | ---- |
| 0    | →0   |

### Национальный состав
Согласно результатам переписи 2002 года, в национальной структуре населения русские составляли 78 % из 9 чел..